# Michigans flag
Michigans flag er blåt og har delstatens våben i midten. Flaget blev indført 1. august 1911.
Michigans flag blev fastsat samtidig med våbnet. Våbnet baserer sig på ældre segl for delstaten. Våbenskjoldet viser en naturalistisk scene hvor en våbenbærende pioner, et symbol på viljen til at forsvare delstaten, står på en bred med en opadgående sol i baggrunden. Mottoet i skjoldhovedet lyder tuebor ("jeg forsvarer") og henviser også til forsvarsvilje. Skjoldet er flankeret af en elg og en hjort. Over skjoldet findes en amerikansk ørn og mottoet e pluribus unum ("af mange, en"). Mottoet under skjoldet er delstatens officielle og lyder Si Quaeris Peninsulam Amoenam Circumspice, noget som kan oversættes til "hvis du søger en behagelig halvø, se dig omkring". 
Michigans flag er, som flere andre amerikanske delstatsflag, baseret på militære forbilleder. De første hærfaner i delstaten var blå med delstatens segl i midten. Også delstaterne Pennsylvania, Connecticut, South Carolina, New Hampshire, Virginia, New York, Vermont, Kentucky, Indiana, Maine, Wisconsin, Minnesota, Oregon, Kansas, Nevada, Nebraska, North Dakota, Montana, Idaho, Utah og Alaska har delstatsflag med blå flagdug. Louisiana, Oklahoma og South Dakota benytter en noget lysere blåfarve i sine delstatsflag, mens Delawares delstatsflag har en lysere, gråblå farvetone. 